# Frontenex
Frontenex este o comună în departamentul Savoie din sud-estul Franței. În 2009 avea o populație de 1.673 de locuitori.

## Evoluția populației
| An        | 1975  | 1982  | 1990  | 1999  | 2006  | 2009  |
| --------- | ----- | ----- | ----- | ----- | ----- | ----- |
| Populație | 1.226 | 1.310 | 1.397 | 1.582 | 1.659 | 1.673 |